# Rue Émile-Blémont
La rue Émile-Blémont est une voie du 18e arrondissement de Paris, en France.

## Situation et accès
La rue Émile-Blémont est une voie publique située dans le 18e arrondissement de Paris. Elle débute au 38, rue du Poteau et se termine au 7, rue André-Messager.

## Origine du nom

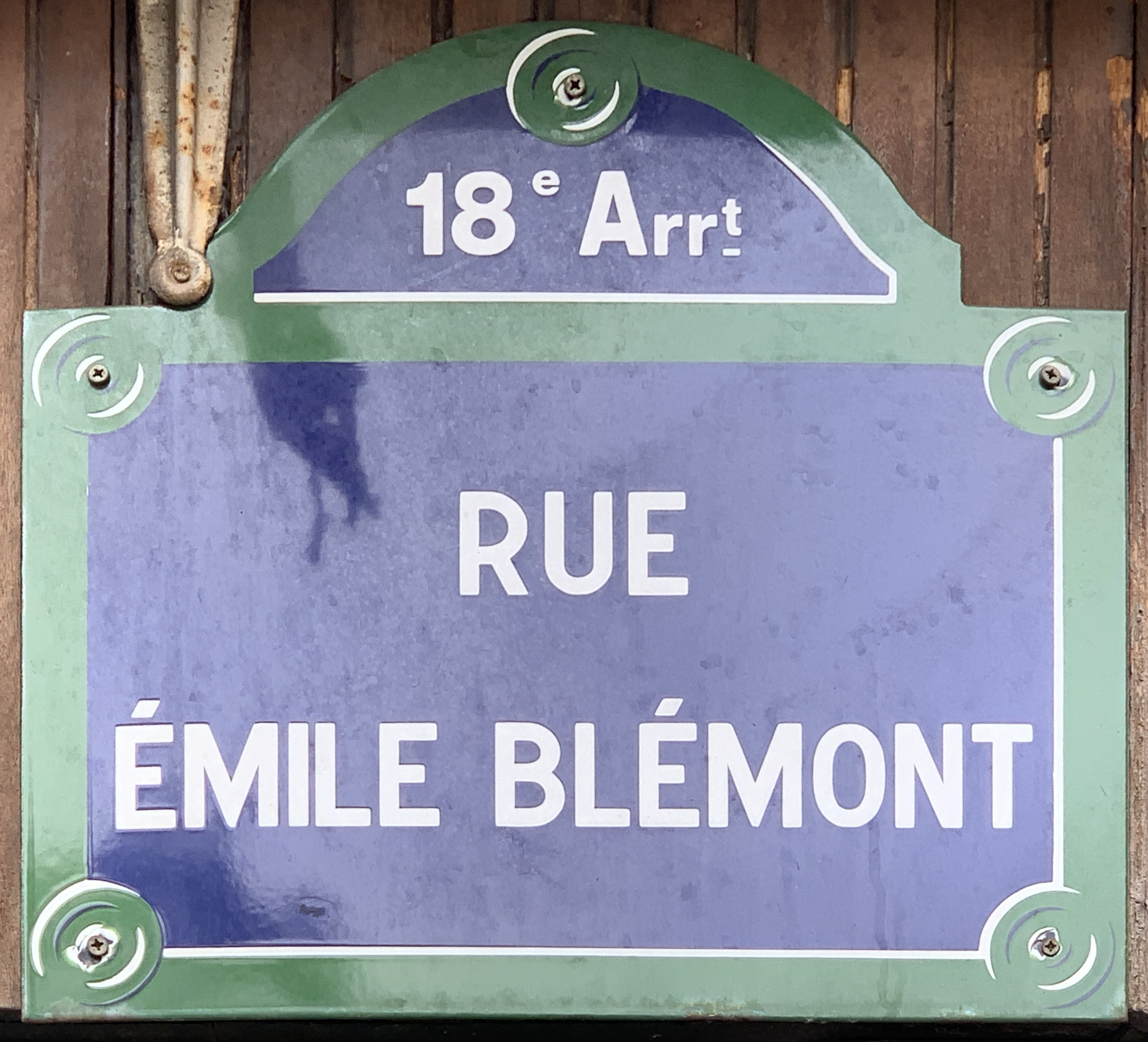
Plaque de la rue.

Elle porte le nom du littérateur Léon Émile Petitdidier, dit Émile Blémont (1839-1927). 

## Historique
Cette voie est ouverte, par la Ville de Paris en englobant l'impasse du Mont-Viso, sous sa dénomination actuelle par un arrêté du 12 décembre 1929.